# (74150) 1998 QR89
(74150) 1998 QR89 – planetoida z pasa głównego asteroid okrążająca Słońce w ciągu 4,11 lat w średniej odległości 2,56 j.a. Odkryta 24 sierpnia 1998 roku.